# Der Wilderer
Der Wilderer ist ein in den Alpen spielender deutscher Stummfilm aus dem Jahre 1925 von Johannes Meyer mit Heinrich Schroth und Carl de Vogt in den Hauptrollen.

## Handlung
Graf Oetzbach verfügt über ein großes Gut mit bewaldeten Liegenschaften. Mit dem jungen Werner hat er einen Jäger für seinen Forst eingestellt, der bald vor einer großen Aufgabe steht: Dabei handelt es sich um einen Wilderer, der im Revier des Grafen unerlaubt Rehe und Hirsche bejagt. Der finstere Unbekannte wird aufgrund seiner Angewohnheit, dreizehn Eisennägel seines Schuhs dort in den Boden zu rammen, wo er soeben gewildert hat, alsbald der „Dreizehner“ genannt. So macht er sich über die bislang ihm erfolglos nachstellenden Revierwächter des Grafen ausgiebig lustig. Auch Werner hat zunächst keinen Erfolg, dem Schurken das Handwerk zu legen, obwohl ihn der große Ehrgeiz gepackt hat. Werner will seinem Chef, Graf Oetzbach, einen prächtigen Bock zuführen, doch der „Dreizehner“ hat diesen bereits erlegt. Nun reicht es Werner endgültig.
Im angrenzenden Dorf wird derweil das alljährliche Herbstfest gefeiert, während sich im gräflichen Waldrevier mal wieder ein Schuss aus der Flinte des Wilderers löst. Diesmal ist Werner dem Übeltäter direkt auf der Spur. Werner jagt der Gestalt im Dunkeln nach und stellt schließlich den Wilderer: Zu seinem Entsetzen muss Werner feststellen, dass der Wilderer niemand anderes ist als der Bauer Andreas Weiler, dessen Tochter Maria Werner von Herzen liebt. Maria selbst hatte nicht den geringsten Schimmer von dem heimlichen Doppelleben des Alten. Maria ist hin- und hergerissen zwischen der Liebe zu ihrem Vater und der zu Werner. Der junge Jäger sorgt dafür, dass der reuige Sünder sich stellt. Graf Oetzbach verzeiht dem Bauern großmütig und ernennt Werner angesichts seines großen Erfolges zum neuen Revierförster. Jetzt kann Werner seine Maria heiraten.

## Produktionsnotizen
Der Wilderer, Arbeitstitel Waidmannsheil, entstand von Juli bis September 1925 nahe Innsbruck und in den Dolomiten, passierte die Filmzensur am 30. Dezember 1925 und wurde am 20. Januar 1926 im UFA-Palast am Zoo uraufgeführt. Der für die Jugend freigegebene und mit dem Prädikat „volksbildend“ versehene Fünfakter besaß eine Länge von 2379 Meter. 
Hans Sohnle und Otto Erdmann gestalteten die Filmbauten, Ernst Garden übernahm die Aufnahmeleitung.

## Wissenswertes
Wie schon bei Meyers Spielfilmdebüt Horrido aus dem Vorjahr standen auch hier die Naturaufnahmen eindeutig im Vordergrund, während die erzählte Geschichte lediglich als Mittel zum Zweck diente, die vom Spezialisten Paul Krien gestalteten Tier- und Landschaftsaufnahmen miteinander zu verbinden. 

## Kritik
Der Filmbote lobte überschwänglich die Natur- und Tieraufnahmen und meinte unter anderem: „[…] die Handlung ist bei diesem Film wirklich nur Beiwerk. Ihn machen die Naturaufnahmen […] zum Schlager. Diese Szenen in den Oetztaler Alpen sind von unerhörter Pracht. Der Regisseur und der Aufnahmetechniker haben hier Glanzleistungen vollbracht. Geradezu Fabelhaftes leistet Carl de Vogt, der sich von hoher Bergkuppe abseilen läßt, um ein Adlernest auszuheben.“